# Barthélemy de Plancy
Barthélemy de Plancy ou Haïce de Plancy (né vers 1135 et mort en 1193) est un religieux français de la fin du XIIe siècle qui fut évêque de Troyes de 1190 jusqu'à sa mort. Il est le fils d'Hugues II de Plancy, seigneur de Plancy, et d'Emeline de Bazoches. Il est le frère d'Hugues III de Plancy et de Miles de Plancy.

## Biographie
Haïce de Plancy serait son nom de naissance et Barthélemy le nom qu'il aurait pris en tant qu'évêque de Troyes.
Fils cadet d'une puissante famille champenoise, ses origines et son éducation l'ont sûrement prédestiné à sa carrière politique et religieuse.
Il fut très jeune chanoine à la cathédrale de Troyes, puis écolâtre à la collégiale Saint-Étienne, ensuite prévôt et chanoine à la collégiale Saint-Quiriace de Provins, puis doyen de l'église de Troyes à partir de 1173, fonction pendant laquelle il fonda les chanoines de Notre-Dame, et enfin évêque de Troyes de 1190 jusqu'à sa mort.
II avait mis son canonicat à la nomination du chapitre, mais lorsqu'il fut parvenu à l'épiscopat, il les fit mettre à la collation de l'évêque. Pour dédommager le chapitre, il lui céda tous ses droits à Vannes, ce qui le rendit seigneur en entier de cette terre, et lui accorda également la cure de Ramerupt ainsi que les moulins de Jaillard (qui étaient une cause fréquente de difficultés entre le chapitre et les religieuses de Foicy, qu'il dédommagea par les dîmes de Villechétif). Il donna aussi la cure de Bussey avec la chapelle de Chars à l'abbaye Saint-Loup.
Il fut également chancelier du comte de Champagne Henri Ier à partir de 1168, puis de son épouse Marie de France, fille du roi de France Louis VII le Jeune, pendant la régence de celle-ci, puis d'Henri II de Champagne jusqu'en 1190. Il fut probablement un des conseillers du comte Henri Ier avant son élévation à la chancellerie, car il est témoin de nombreuses chartes entre 1159 et 1177.
En 1179, il a accompagné le comte de Champagne Henri Ier en Terre-Sainte où il exerça toujours la fonction de chancelier.
Son épiscopat fut relativement court (environ deux ans et demi). À sa mort, il est inhumé à l'abbaye de Larrivour.